# Bonola
Bonola – stacja metra w Mediolanie, na linii M1. Znajduje się na Largo Paolo Valera, w Mediolanie i zlokalizowana jest pomiędzy stacjami Uruguay a San Leonardo. Została otwarta w 1980.